# Bahita mineira
Bahita mineira är en insektsart som beskrevs av Keti Maria Rocha Zanol 1999. Bahita mineira ingår i släktet Bahita och familjen dvärgstritar. Inga underarter finns listade i Catalogue of Life.